# Чименея
Чименея (исп. chimenea; букв. труба, дымоход) — представляет собой латиноамериканский вариант переносного тандыра, пришедший в Америку из Испании времен арабско-берберского правления. Имеет форму луковицы с боковой вытяжкой и вертикальной трубой. Традиционно изготавливается из обожженной глины.
В настоящее время широко используется как декоративный керамический атрибут веранд и патио, особенно на юго-западе США. Используется для декорации и обогрева патио. Удобна там, где обычный костёр разводить опасно, неудобно или противозаконно (особенно в городах). При вставке решетки можно использовать для приготовления мяса, овощей и пиццы. 
В металлических и чугунных моделях также используют и древесный уголь. При использовании этанола, не выделяющего дыма при горении, можно заносить внутрь помещений. 
Для отпугивания кровососущих насекомых в чименеи подбрасывают древесину местных хвойных пород.